# Jekatierina Wiłkowa
Jekatierina Nikołajewna Wiłkowa, ros. Екатери́на Никола́евна Вилко́ва (ur. 11 lipca 1984 w Gorkim) – rosyjska aktorka filmowa, teatralna i telewizyjna.

## Życiorys
Jekatierina Wiłkowa urodziła się 11 lipca 1984 w Gorkim (tak do 1990 roku nazywał się Niżny Nowogród). Absolwentka Szkoły Teatralnej w Niżnym Nowogrodzie. W 2006 roku ukończyła Szkołę przy Moskiewskim Akademickim Teatrze Artystycznym (MChAT).
Dnia 1 maja 2011 roku wzięła ślub z rosyjskim aktorem Ilją Ljubimowem. 11 lutego 2012 roku urodziła córkę Pawłę (ros. Павла), a 6 kwietnia 2014 – syna Piotra (ros. Пётр).

## Wybrana filmografia
- 2005: Satysfakcja jako Sofia Golicyna
- 2007: W matni jako Masza
- 2007: Pełen oddech jako Katia
- 2008: Ten, który gasi światło jako Anna Fiodorowa
- 2008: Bikiniarze jako Betsy
- 2009: Czarna błyskawica jako Nastia Swietłowa
- 2010: Choinki jako Alina, ekspedientka
- 2011: PiraMMMida jako Wiera
- 2015: Tak tu cicho o zmierzchu... jako starszy sierżant Kirianowa